# Норт-Баттон-Айленд (національний парк)
Національний парк Норт-Баттон-Айленд — національний парк на Андаманських і Нікобарських островах уздовж узбережжя Індії. Парк займає близько 44 квадратні милі (114 км2) і є домівкою для багатьох істот, таких як дюгонь і дельфін.
Національний парк Норт-Баттон-Айленд був створений у 1979 році та розташований в районі Андаман. Це 16 км (10 миля) від найближчого міста Лонг-Айленд та аеропорту Порт-Блер, який розташований за 90 км (56 миля) від парку. Найкращі місяці для відвідування парку — з грудня по березень. Площа острова 19,5 га (48 акрів), і він належить до островів Баттон. Велика частина парку вкрита листяним лісом. Парк є однією з теплих і вологих тропічних зон.

## Флора і фауна
Фауна, знайдена тут, складається з дюгонів, дельфінів, варанів, ящірок тощо.